# Würgerkrähen
Die Würgerkrähen (Cracticinae), auch als Flötenvögel bezeichnet, sind eine Unterfamilie  der Sperlingsvögel (Passeriformes). Verbreitet sind die kräftig gebauten krähenartigen Vögel von Australien, Tasmanien bis Neuguinea. Ihre nächsten Verwandten sind die Schwalbenstare (Artamus), mit denen sie die Familie Artamidae bilden.

## Merkmale
Das Gefieder hat meist eine schwarze, weiße oder graue Farbe. Ihre Schnäbel sind kräftig, bei den Krähenwürgern ist die Schnabelspitze hakenförmig gebogen. Bei einigen Arten gibt es einen ausgeprägten Geschlechtsdimorphismus. Würgerkrähen werden 25 bis 53 Zentimeter lang.

## Ernährung
Würgerkrähen sind Allesfresser und ernähren sich von Insekten, kleinen Landwirbeltieren, Früchten oder Sämereien. Krähenwürger, die sich auch von kleinen Säugetieren und Vögeln ernähren, klemmen diese entweder in eine Astgabel ein oder spießen sie wie Würger (Laniidae)  auf, um sie eine Zeit lang zu verwahren und leichter zerteilen zu können.

## Fortpflanzung
Würgerkrähen bauen ihre aus Zweigen, trockenem Gras und kleinen Wurzeln bestehenden Nester in Astgabeln. Sie legen zwei bis fünf blaugrün, graugrün oder bräunliche gefleckte Eier, die etwa zwanzig Tage bebrütet werden. Die Jungvögel werden nach vier Wochen im Nest flügge. Von den australischen Arten brütet der Mangrovekrähenwürger (Cracticus quoyi) von September bis Februar. Hauptbrutzeit der anderen australischen Arten ist von August bis Dezember.

## Gattungen und Arten
- Krähenwürger (Cracticus)

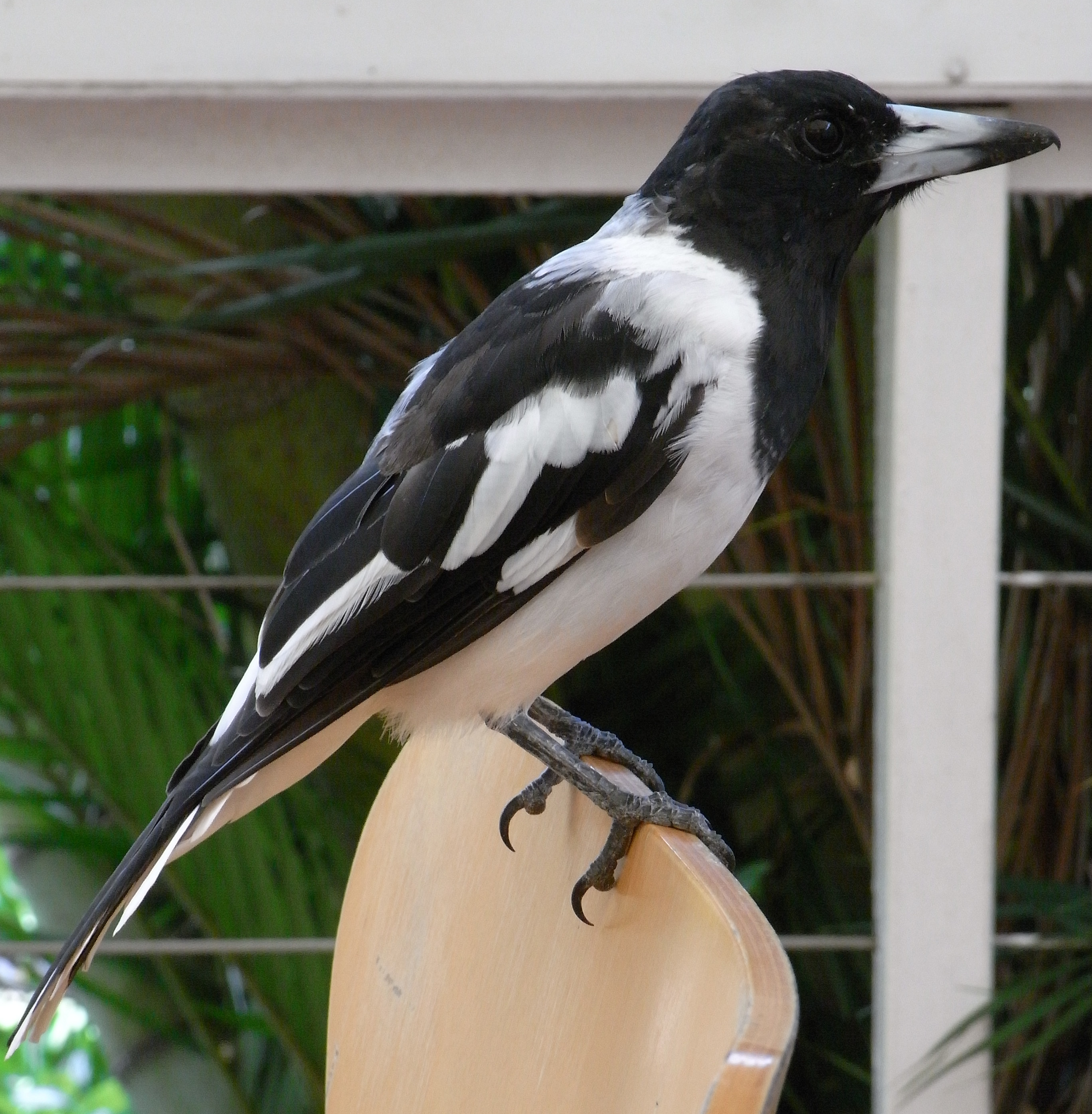
Schwarzkehl-Krähenstar (Cracticus nigrogularis)

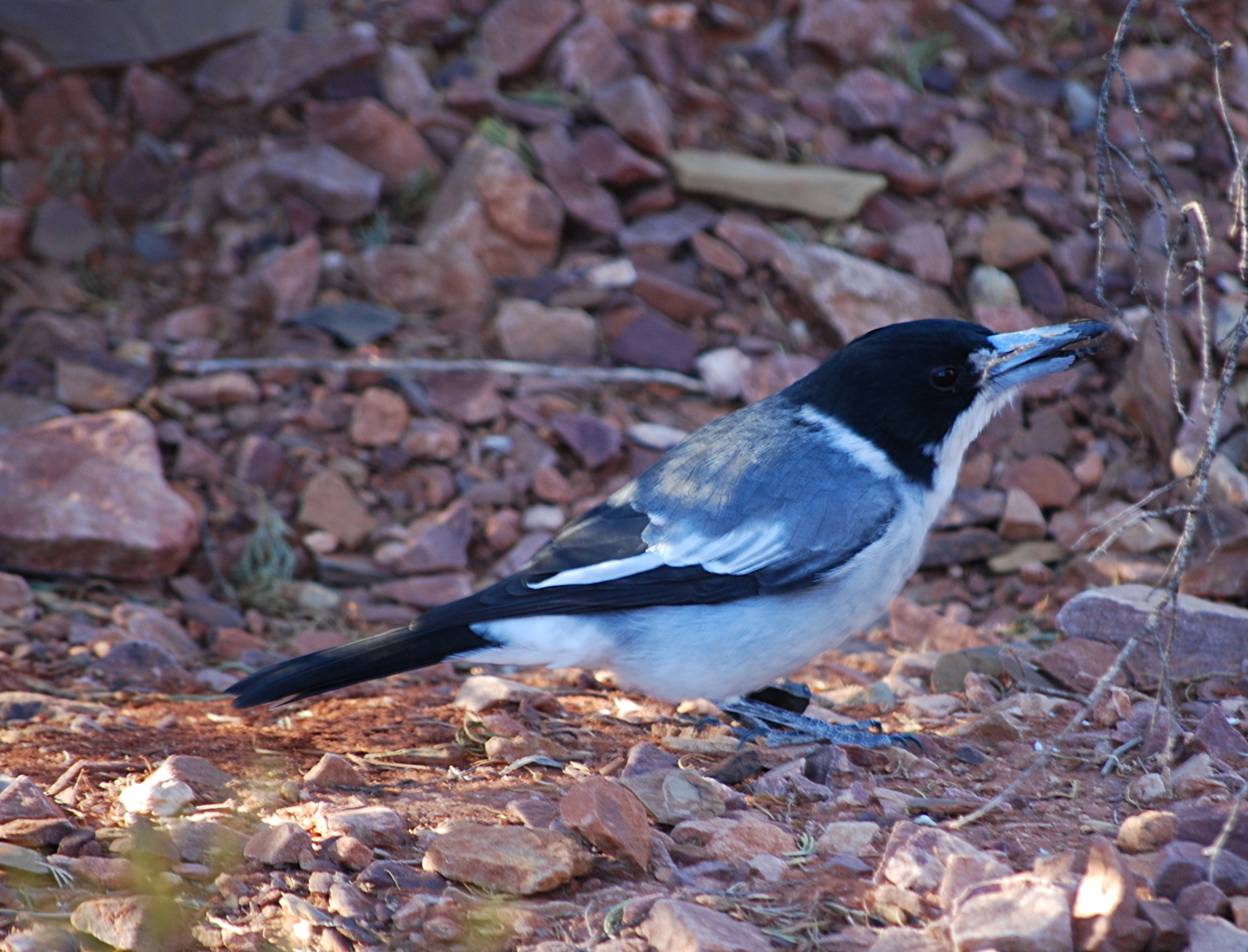
Graurücken-Krähenwürger (Cracticus torquatus)

  - Papuakrähenwürger (Cracticus cassicus)
  - Louisiadenkrähenwürger (Cracticus louisiadensis)
  - Schwarzrücken-Krähenstar (Cracticus mentalis)
  - Schwarzkehl-Krähenstar (Cracticus nigrogularis)
  - Mangrovekrähenwürger (Cracticus quoyi)
  - Graurücken-Krähenwürger (Cracticus torquatus)
  - Silberrücken-Krähenwürger (Cracticus argenteus)
- Gymnorhina
  - Flötenkrähenstar (Gymnorhina tibicen)
- Peltops
  - Waldpeltops (Peltops blainvillii)
  - Bergpeltops (Peltops montanus)
- Strepera
  - Tasmankrähenstar (Strepera fuliginosa)
  - Weißbürzel-Krähenstar (Strepera graculina)
  - Rußkrähenstar (Strepera versicolor)